# Монтале
Монтале (итал. Montale) је насеље у Италији у округу Пистоја, региону Тоскана.
Према процени из 2011. у насељу је живело 6316 становника. Насеље се налази на надморској висини од 86 м.

## Становништво
Према резултатима пописа становништва 2011. у општини је живело 10.682 становника.
| 1931. | 1936. | 1951. | 1961. | 1971. | 1981. | 1991. | 2001.  | 2011.  |
| ----- | ----- | ----- | ----- | ----- | ----- | ----- | ------ | ------ |
| 5.398 | 5.320 | 5.552 | 6.410 | 7.718 | 8.804 | 9.807 | 10.143 | 10.682 |

## Партнерски градови
- Вараждин
- Tifariti
- Senlis